# Género Zeefuik
Género Zeefuik (ʒiˈneːroː ˈzeːfœyk; 1990. április 5. –) holland labdarúgó, legutóbb az FC Emmen csatárjaként játszott.

## Pályafutása

### PSV Eindhoven
Mielőtt 2006-ban csatlakozott volna a PSV-hez, egy évet játszott az FC Omniworld ificsapatában, ahova az Ajaxtól ment át, ahol kilencéves kora óta játszott.
16 évesen Zeefuik csatlakozott a PSV-hez. Ronald Koeman vezetése alatt kapott először lehetőséget arra, hogy az első számú csapatban játsszon, mert Arouna Koné hiányzott, és az edzőnek megtetszett, milyen tehetségesen tartja meg, illetve lövi el a labdákat. Zeefuik 2007. március 31-én debütált a ligában a NAC Breda ellen, ahol Jason Culinát váltotta a 65. percben. A mérkőzés eredménye 1–1 lett. Ezen a mérkőzésén 16 éves és 360 napos volt, és ezzel Stanley Bish, valamint Wilfred Bouma után ő volt a harmadik legfiatalabban a PSV-nél kezdő focista.
A 2007-2008-as szezon elején Zeefuik négyéves szerződést írt alá a klubbal, ami így őt 2011-ig megtartotta. Mielőtt aláírta volna a PSV-vel a szerződést, többen úgy gondolták, hogy a Premier League-ben szereplő Liverpoolhoz igazol. Zeefuik a szezonban először Jonathan Reis helyettesítőjeként lépett a pályára egy olyan meccsen, melyen a csapata 1–0-ra veszített az Ajax ellen a Johan Cruijff Schaal döntőjében. Három hónappal később, 2007. november 11-én szerepelt a csapatával először a 2007-2008-as szezon meccsén. Ekkor Danny Koevermanst cserélték le rá a 78. percben. A mérkőzést az AZ ellen 1–1-gyel hozta a klub. Ebben a szezonban kétszer lépett pályára.
Miután Zeefuik visszatért a PSV-be, tartalékosként számítottak rá, és már azon volt, hogy otthagyja a PSV-t, és átszerződik a Helmond Sporthoz, de az átigazolást soha nem véglegesítették. Mivel a szerződése csak a 2010–2011-es szezon végén járt le, Zeefuik bejelentette, úgy döntött, otthagyja a klubot, és bebizonyítja, hogy a PSV rosszul bánt vele, nem hagyta eleget játszani. Januárban Zeefuik az első felnőtt csapattal kezdett edzeni. A 2010-2011-es szezonban először 2011. január 29-én lépett pályára, ahol csapata 2–1-re legyőzte a Willem II keretét. Miután visszakapaszkodott az első csapatba, Zeefuik már azon volt, hogy egy újabb szerződést köt a PSV-vel. 2011. május 30-án erősítették meg, hogy Zeefuikkal olyan szerződést kötöttek, mely alapján további két évig a csapatnál marad.
A 2011-2012-es szezon előtt Zeefuikot választották meg első számú csatárnak, és abban bíztak, hogy több gólt lő. Azonban csak három mérkőzésen szerepelt, mielőtt csatlakozott volna a NEC-hez. Miután visszatért az anyaklubjához, a PSV menedzsmentje bejelentette, hogy nincs jövője a csapatban.